# Bărăganul (gmina)
Bărăganul – gmina w Rumunii, w okręgu Braiła. Obejmuje tylko jedną miejscowość Bărăganul. W 2011 roku liczyła 3062 mieszkańców. 